# Stephen Dunn
Stephen Dunn (Saint John's, Terranova i Labrador, 18 de gener de 1989) és un director, productor i guionista canadenc.

## Biografia
Nascut a Saint John's (Terranova i Labrador),
Dunn va estudiar a una escola de cinema i va produir diversos curtmetratges com a estudiant, molts dels que es va projectar en els festivals. Dunn va assistir tant el Centre Canadenc de Cinema, com a la Universitat Ryerson de Toronto. Un dels seus primers curtmetratges, titulat Life Doesn't Frighten Me, va ser protagonitzat per l'actor canadenc Gordon Pinsent i va guanyar diversos premis, incloent el premi de curtmetratge Face-Off de la CBC, amb un premi en metàl·lic de 30.000 dòlars. La pel·lícula també va guanyar premis en el Festival de Cinema d'Estudiants de Toronto i al Festival de Cinema de Tribeca el 2013.
La pel·lícula de debut de Dunn, Closet Monster, va guanyar el premi a la millor pel·lícula canadenca al Festival Internacional de Toronto 2015. També va ser nomenat com a guanyador inaugural de Residència Len Blum, un programa de Festival de Toronto per a directors emergents. Dunn també va dirigir i va produir la websèrie Pop-Up Porno, emesa a YouTube i estrenada al Festival de Sundance.

## Vida personal
Dunn és obertament gai.